# Catedral basílica de Nuestra Señora y San Gastón (Arrás)

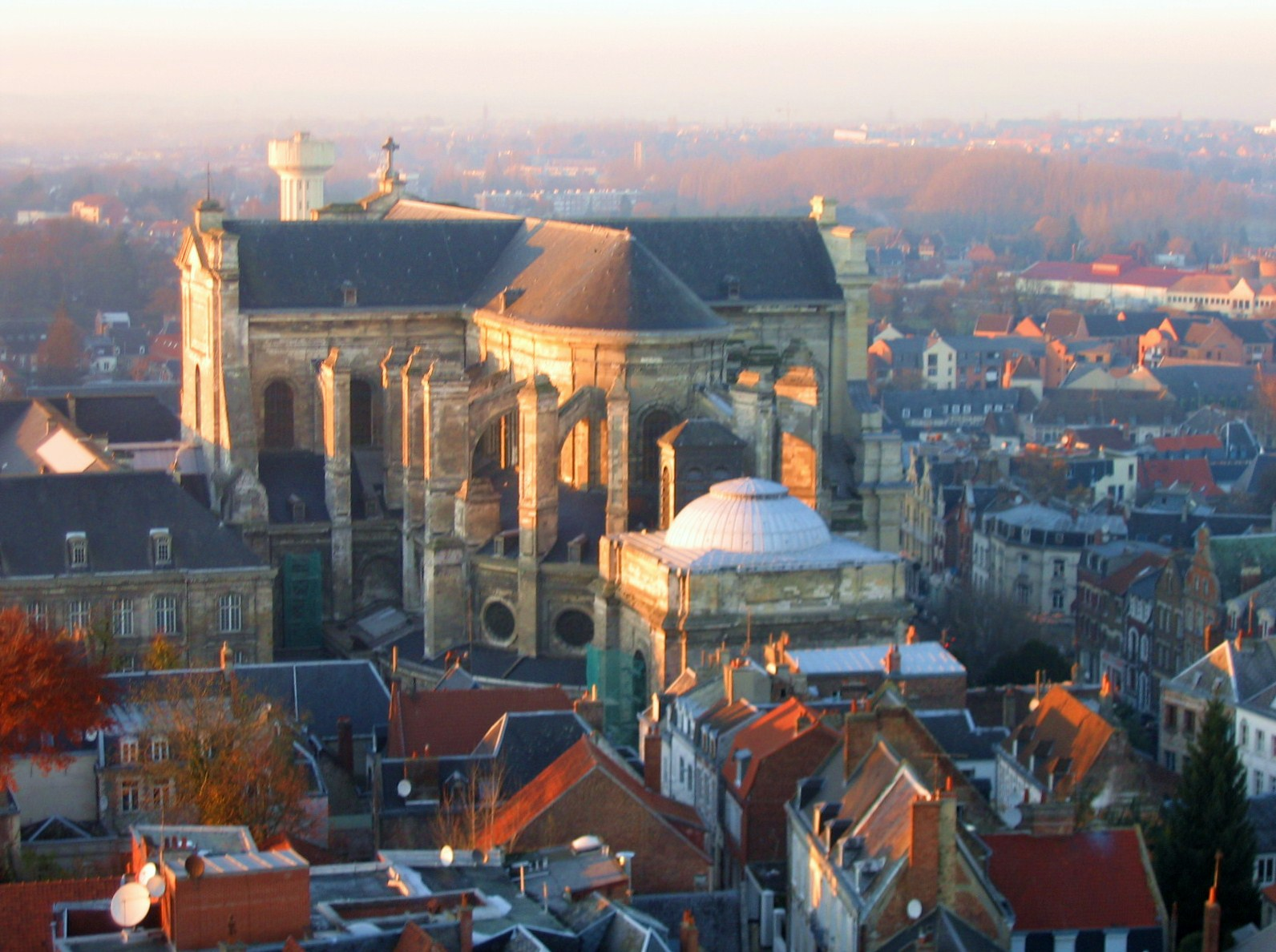
La catedral sobre el caserío de la ciudad

La basílica catedral de Nuestra Señora y San Vaast o simplemente catedral de Arrás (en francés: Basilique-Cathédrale Notre-Dame et Saint-Vaast) es la catedral católica de la ciudad de Arrás, en Francia. Es la sede de los obispos de Arras.
La catedral original de Arras, construida entre 1030 y 1396, fue una de las edificaciones góticas más bellas del norte de Francia, hasta que fue destruida en la Revolución Francesa. La catedral fue el lugar de descanso de Luis de Borbón, Légitimé de France, hijo ilegítimo de Luis XIV y de Louise de La Vallière.
La iglesia de la antigua abadía de St. Vaast fue reconstruida en estilo clásico como una catedral de reemplazo. Es un edificio muy grande, cuya erección se inició en 1755 a partir de los planes de Pierre Contant d'Ivry, el arquitecto que más tarde creó diseños para la Iglesia de la Madeleine en París.

## Véase también

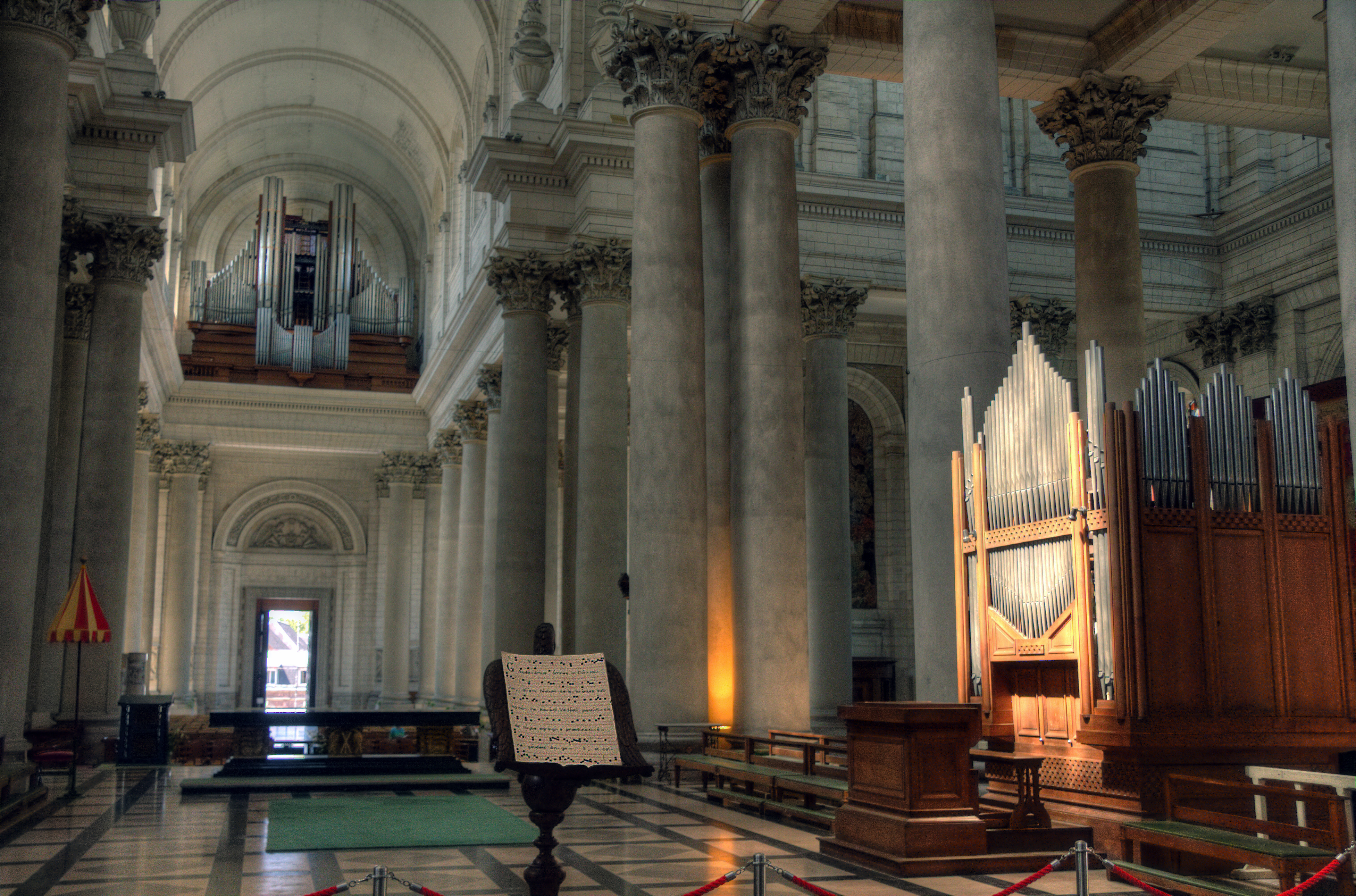
Vista interna